# 第五方物流
第五方物流是指专门为第一方、第二方、第三方和第四方提供物流信息平台、供应链物流系统优化、供应链集成、供应链资本运作等增值性服务的活动。第五方的优势是供应链上的物流信息和资源。并不实际承担具体的物流运作活动。與第一、第二、第三方物流相比，第四方物流還有諸多爭議，部分學者認為實際上不需要區分第五方物流。